# Dryptodon levieri
Dryptodon levieri là một loài Rêu trong họ Grimmiaceae. Loài này được (Kindb.) G. Roth mô tả khoa học đầu tiên năm 1904.